# Valentino Fioravanti
Pour les articles homonymes, voir Fioravanti.
Œuvres principales
Le cantatrici villane (opéra)
Camilla (opéra)
I virtuosi ambulanti (opera buffa)
Gl'inganni fortunati  (comédie)
Valentino Fioravanti est un compositeur italien né le 11 septembre 1764 à Rome et mort le 16 juin 1837 à Capoue. Son fils Vincenzo Fioravanti fut également compositeur.

## Biographie
Après avoir entamé des études artistiques conformément au vœu de son père, Valentino Fioravanti étudie la musique auprès de son oncle Gregorio Toscanelli puis de Giuseppe Jannacconi. Pour parfaire sa formation il se rend à Naples en 1779 où il suit l’enseignement de divers grands maîtres tels Nicola Sala, Giacomo Insanguine, Fedele Fenaroli ou Giacomo Tritto au Conservatoire de Sant'Onofrio.
En 1781, il retourne à Rome et présente ses premières œuvres opéristiques avec toujours plus de succès. Sa popularité dans toute l’Italie s’impose grâce à sa comédie Gl'inganni fortunati en 1788. C’est avec son opéra Le cantatrici villane (les cantatrices de la campagne), représenté en 1799 que son succès fut le plus grand.
Après un engagement de plusieurs années au théâtre de São Carlos à Lisbonne, Valentino Fioravanti se rend à Paris en 1807, où sa réputation l’avait précédée et il reçut un « accueil triomphal ». Il présente son opéra Le cantatrici villane au Théâtre-Italien (Théâtre de la comédie italienne) qui, selon la critique, « fit fureur ». Le directeur du Théâtre-Italien, Louis-Benoît Picard lui passe une commande spéciale, et le 26 septembre 1807 Fioravanti y crée son opera buffa I virtuosi ambulanti.
L’engouement que suscitèrent en Europe les opéras de Valentino Fioravanti est dû à leur gaieté franche et naturelle, leur composition équilibrée mais rapide produisant un effet de luminosité et de grandeur. 
En 1810, Valentino Fioravanti est maître de chapelle (maestro di cappella) pour le chœur Cappella Giulia de la Basilique Saint-Pierre de Rome, succédant à Niccolò Zingarelli, et se concentre dès lors sur les opere semiserie. Dès 1816,  il ne compose plus que de la musique sacrée (voir ci-dessous).

## Œuvres

### Opéras
(L’auteur du livret est indiqué entre parenthèses. La date et le lieu se réfèrent à la première représentation.)
- Le avventure di Bertoldino o sia La dama contadina, (F. C. Accademico Quirino), opera buffa en 2 actes (Carnaval 1784 Rome, Teatro Ornani)
- Le vicendo amorose, (Giovanni Battista Neri), opera buffa en 2 actes (Carnaval 1784 Naples, Teatro del Fondo)
- La fuga avventurata o sieno I viaggiatori ridicoli, (F. C. Accademico Quirino), opera buffa en 2 actes (Carnaval 1787 Rome, Teatro del Pace)
- Il rè dei Mori, opera buffa en 2 actes (Carnaval 1787 Rome, Teatro del Pace)
- I tre Orfei, opera buffa en 2 actes (automne 1787 Rome, Teatro del Pace)
- Gl'inganni fortunati, (Giuseppe Pagliuca), opera buffa en 2 actes (31 janvier 1788 Naples, Teatro del Fondo)
- Il fabbro parigino o sia La schiava fortunata, (Luigi Romanelli), opera buffa en 2 actes (9 janvier 1789 Rome, Teatro Capranica)
- Il gentiluomo di Manfredonia, opera buffa en 2 actes (janvier 1789 Rome, Teatro Capranica)
- Il selvaggio di California, opera buffa en 2 actes (27 décembre 1789 Rome, Teatro Pallacorda)
- Con i matti il savio la perde ovvero Le pazzie a vicenda opera buffa, en 2 actes (printemps 1791 Florence, Teatro della Pergola)
- La famiglia stravagante, (Giuseppe Petrosellini), opera buffa (3 février 1792 Rome, Teatro Capranica)
- L'alchimista deluso, opera buffa en 2 actes (printemps 1792 Rome, Teatro delle Dame)
- L'audacia fortunata, (Gaetano Gasbarri), opera buffa en 2 actes (automne 1793 Naples, Teatro del Fondo)
- L'amore immaginario, (Gaetano Gasbarri), opera buffa en 2 actes (été 1797 Naples, Teatro Nuovo)
- I matrimoni per magia, opera buffa en 1 acte (automne 1794 Naples, Teatro del Fondo)
- L'astuta in amore ossia Il furbo malaccorti, (Giuseppe Palomba), opera buffa en 2 actes (printemps 1795 Naples, Teatro Nuovo)
- Lisetta e Giannino, (Francesco Saverio Zini), opera buffa en 2 actes (22 août 1795 Naples, Teatro dei Fiorentini)
- La cantatrice bizzarra, opera buffa en 2 actes (26 décembre 1795 Rome, Teatro Capranica)
- I viaggiatori amanti, (Pasquale Mililotti), opera buffa en 2 actes (25 janvier 1796 Rome, Teatro Apollo)
- I puntigli per equivoco, (Gaetano Gasbarri), en 2 actes (printemps 1796 Naples, Teatro dei Fiorentini)
- Il furbo contro il furbo, (Valentino Fioranvanti (?)), opera buffa en 2 actes (29 décembre 1796 Venise, Teatro S. Samuele)
- L'innocente ambizione, (Gaetano Gasbarri), opera buffa en 2 actes (printemps 1797 Naples, Teatro dei Fiorentini)
- L'amor per interesse, (Gaetano Gasbarri), opera buffa en 2 actes (15 novembre 1797 Naples, Teatro del Fondo)
- La fiera di Senigallia, (Giovanni Dolfin), farsa en 2 actes (10 décembre 1797 Venise, Teatro San Samuele)
- L'amore a dispetto, (Giuseppe Palomba), opera buffa en 2 actes (avril 1798 Naples, Teatro dei Fiorentini)
- L'impresario in angustie, (Giuseppe Maria Diodati), opera buffa en 2 actes (avril 1798 Naples, Teatro dei Fiorentini)
- Le cantatrici villane, (Giuseppe Palomba), opera buffa (dramma giocoso) en 2 actes (janvier 1799 Naples, Teatro dei Fiorentini)
- Lo sposo senza moglie, (Giuseppe Palomba), opera buffa en 2 actes (Carnaval 1799 Naples, Teatro dei Fiorentini)
- Cillenio pastore, (Giuseppe Pagliuca), componimento drammatico (Carnaval 1800 Naples, Palazzo Reale)
- Griselda, (Antonio Palomba), dramma serio en 3 actes (Carnaval 1800 Palerme, Teatro S. Cecilia)
- I contrasti d'amore, opera buffa en 2 actes (carême 1800 Turin, Teatro Carignano)
- L'ambizione punita, (Giuseppe Palomba), dramma serio en 2 actes (printemps 1800 Naples, Teatro dei Fiorentini)
- L'avaro, (Giovanni Bertati), opera buffa en 2 actes (été 1800 Naples, Teatro Nuovo)
- Il villano in angustie, (Filippo Cammarano), opera buffa en 2 actes (printemps 1801 Naples, Teatro Nuovo)
- L'inganno cade sopra l'ingannatore, (Giuseppe Petrosellini), opera buffa en 2 actes (automne 1801 Rome, Teatro Valle)
- Amore e destrezza ossia I contratempi superati dall'arte, (Giuseppe Maria Foppa), farsa giocosa en 1 acte (26 décembre 1801 Venise, Teatro San Moisè)
- Amore aguzza l'ingegno, (Giuseppe Maria Foppa), farsa giocosa en 1 acte (3 février 1802 Venise, Teatro San Moisè)
- La capricciosa pentita, (Luigi Romanelli), farsa giocosa en 2 actes (2 octobre 1802 Milan, Teatro alla Scala)
- La trasformazione immaginaria, (Domenico Mantile), opera buffa en 2 actes (automne 1802 Turin, Teatro degli arti)
- L'oroglio avvilito ou La capricciosa corretta, (Luigi Romanelli), opera buffa en 2 actes (janvier 1803 Milan, Teatro alla Scala)
- La schiava di due padroni, (Luigi Romanelli), opera buffa en 2 actes (15 mars 1803 Milan, Teatro alla Scala)
- La figlia d'un padre, (Giuseppe Caravita(?)), opera buffa en 2 actes (automne 1803 Lisbonne, Teatro San Carlos)
- Il matrimonio per susurro, (Giuseppe Caravita), opera buffa en 2 actes (automne 1803 Lisbonne, Teatro S. Carlos)
- La pulcella di Raab, dramma serio en 2 actes (Carnaval 1804 Lisbonne, Teatro S. Carlos)
- Le astuzie fallaci, (Giuseppe Caravita), opera buffa en 2 actes (printemps 1804 Lisbonne, Teatro S. Carlos)
- Camilla ossia La forza del giuramento, (Giuseppe Caravita d’après Giuseppe Carpani), dramma serio en 3 actes (automne 1804 Lisbonne, Teatro S. Carlos)
- Le gemelle, (Giuseppe Caravita), opera buffa en 2 actes (automne 1804 Lisbonne, Teatro S. Carlos)
- La donna soldato, (Giuseppe Caravita, d’après Catterino Mazzolà), opera buffa en 2 actes (automne 1805 Lisbonne, Teatro S. Carlos)
- Son quattro e paion dieci ossia Per amor si fa tutto, (Giuseppe Caravita), opera buffa en 2 actes (hiver 1805 Lisbonne, Teatro S. Carlos)
- L'incognito, (Giuseppe Caravita), opera buffa en 2 actes (3 octobre 1806 Lisbonne, Teatro S. Carlos)
- Il notaro, opera buffa en 2 actes (automne 1806 Lisbonne, Teatro S. Carlos)
- Il bello piace a tutti, farsa en 1 acte (1806 Naples, Teatro Nuovo)
- I virtuosi ambulanti, (L. Balocchi d’après Louis-Benoît Picard), opera buffa en 2 actes (26 septembre 1807 Paris, Théâtre-Italien)
- I raggiri ciarlataneschi, (Giuseppe Palomba), opera buffa en 2 actes (Carnaval 1808 Naples, Teatro dei Fiorentini)
- Lo sposo che più accomoda, (Giuseppe Palomba), opera buffa en 2 actes (été 1808 Naples, Teatro dei Fiorentini)
- Il giudizio di Paride ossia I rivali ridicoli, (Filippo Tarducci), opera buffa en 2 actes (28 décembre 1808 Rome, Teatro Valle)
- La fiera disturbata, opera buffa (1808 Naples, Teatro Nuovo)
- La bella carbonara, (Giuseppe Paloma), opera buffa en 2 actes (22 avril 1809 Naples, Teatro dei Fiorentini)
- Didone abbandonata, (Pietro Metastasio), dramma serio en 3 actes (9 juin 1810 Rome, Teatro Valle)
- Semplicità e astuzia ossia La serva ed il parrucchiere, (Andrea Leone Tottola), opera buffa en 2 actes (21 novembre 1810 Naples, Teatro Nuovo)
- Nardone e Nanetta, opera buffa en 1 acte (26 décembre 1810 Faenza, Teatro dei Remoti)
- Le nozze per puntiglio, farsa en 1 acte (janvier 1811 Naples, Teatro Nuovo)
- Amore e avarizia, (Andrea Leone Tottola), opera buffa (Carnaval 1811 Rome, Teatro Valle)
- I due sciocchi burlati, opera buffa en 2 actes (mai 1811 Milan, Teatro Radegonda)
- Raoul signore di Créqui, (Andrea Leone Tottola), melodramma eroi-comico en 3 actes (automne 1811 Naples, Teatro Nuovo)
- Adelaide maritata, (Andrea Leone Tottola), dramma semiserio en 3 actes (10 mai 1812 Naples, Teatro Nuovo)
- La foresta di Hermanstadt, (Andrea Leone Tottola), melodramma eroi-comico en 3 actes (1812 Naples, Teatro Nuovo)
- Nefte, (Filidemo Liciense), dramma serio en 2 actes (18 avril 1813 Naples, S. Carlo)
- L'africano generoso, (Giovanni Schmidt), dramma semiserio per musica en 2 actes (Carnaval 1814 Naples, Teatro San Carlo)
- Gl'inganni per amore, (Giuseppe Palomba), opera buffa en 2 actes (printemps 1814 Naples, Teatro dei Fiorentini)
- Adelson e Salvini, (Andrea Leone Tottola), dramma en 3 actes (Carnaval 1816 Naples, Teatro dei Fiorentini)
- Il solitario di Posillipo, (Andrea Leone Tottola), dramma (hiver 1816 Naples, Teatro dei Fiorentini)
- La morte d'Adelaide, (Andrea Leone Tottola), azione tragicomica en 3 actes (carême 1817 Naples, Teatro dei Fiorentini)
- La contessa di Fersen, (Michele Angelo Prunetti), melodramma serio en 2 actes (14 octobre 1817 Rome, Teatro Valle)
- Gli amori di Adelaide e Comingio, (Andrea Leone Tottola), dramma semiserio en 3 actes (carême 1818 Naples, Teatro dei Fiorentini)
- Enrico al Passo della Marno, (Serafino Torelli), opera buffa (9 septembre 1818 Rome, Teatro Valle)
- L'impresario per amore, farsa en 1 acte (10 août 1819 Venise, Teatro S. Luca)
- Paolina e Susetta, opera buffa en 2 actes (automne 1819 Naples, Teatro Nuovo)
- La contadina fortunata, (Andrea Leone Tottola), opera buffa en 2 actes (23 novembre 1820 Rome, Teatro Valle) (voir aussi Vincenzo Fioravanti)
- La contadonna di genio bizzarro, opera buffa en 2 actes (1823)
- Ogni eccesso è vizioso, (Andrea Leone Tottola), opera buffa en 2 actes (Carnaval 1824 Naples, Teatro Nuovo)

### Autres genres
- messes
- Miserere à trois voix de sopranos
- 4 Canzonette
- Notturni
- Sinfonia per il Teatro S. Samuele in Venezia
- Dies irae, 1829, pour les obsèques de Leo 12.